# Eleonore von Schwarzenberg

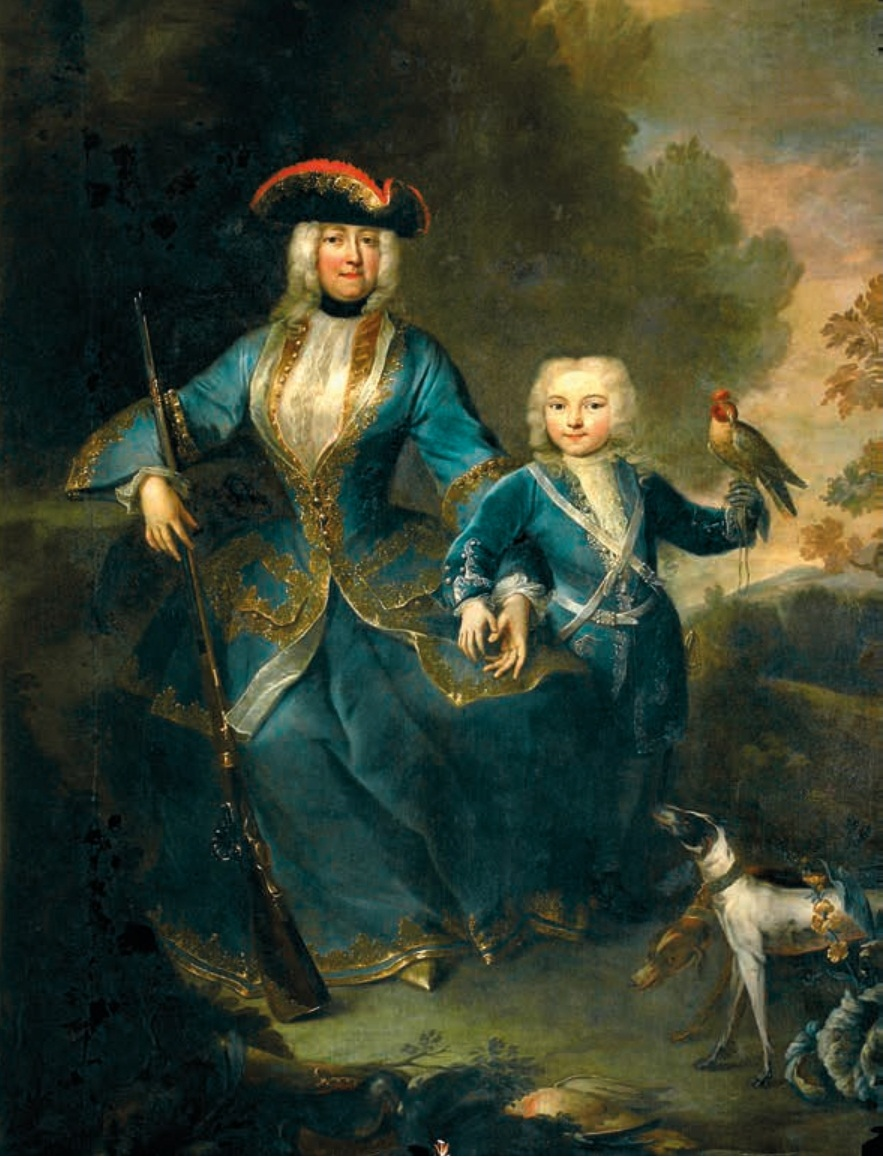
Eleonore şi fiul ei, Joseph

Prințesa Eleonore Elisabeth Amalia Magdalena von Schwarzenberg, născută von Lobkowicz (n. 20 iunie 1682 - d. 5 mai 1741) a fost o membră a casei von Lobkowicz, care ulterior, prin căsătorie, devine prințesă de Schwarzenberg.
A fost fiica contelui Ferdinand August von Lobkowitz și a principesei Maria Anna Wilhelmine von Baden-Baden.